# 兄弟牛肝菌
兄弟牛肝菌（学名：Boletus fraternus），或稱堅肉牛肝菌。菌蓋呈紅褐色帶黃色，被覆細絨毛細鱗，夏、秋闊葉林地上羣生。分布於台灣
、廣東。可供食用。